# Liste von Anwendungsservern
Diese Auflistung enthält Anwendungsserver (Application Server), wie sie bei (Web-)Anwendungen zum Einsatz kommen.

## A
- Apache Geronimo – Java EE konformer Anwendungsserver der Apache Software Foundation
- Apache Tomcat – Webserver der Apache Software Foundation für JavaServer Pages (JSP) und Servlets

## C
- ColdFusion – ältester Anwendungsserver

## D
- DB4Web – ein von Siemens entwickelter Applikationsserver

## E
- JBoss EAP – ein vom Unternehmen Red Hat kommerziell vertriebener Java EE Anwendungsserver im Subscriptionmodell

## G
- GlassFish – Java EE konformer Open-Source Anwendungsserver auf Basis des SUN Application Servers
- GNUstepWeb

## I
- ICAS - In-Car Application Server, ein von Continental für das vw.os entwickelter Server zur Virtualisierung von Fahrzeug-Steuergeräten

## J
- Jetty
- JOnAS – Java Open Application Server, eine Open-Source-Implementierung eines Anwendungsserver nach dem Java EE Standard

## O
- Oracle Application Server – Java EE konformer Anwendungsserver von Oracle
- Open Liberty – Java EE und MicroProfile konformer Anwendungsserver. Kommerzielle Version siehe WebSphere.

## P
- Payara Server – Java EE konformer Anwendungsserver, Fork des GlassFish Anwendungsserver

## R
- Resin – Java- und PHP5-Anwendungsserver mit Servlet-Container, entwickelt von Caucho Technology

## S
- SAP NetWeaver Application Server – Java EE konformer Anwendungsserver von SAP

## W
- WebLogic – ein von BEA Systems entwickelter Java EE konformer Anwendungsserver, jetzt Oracle WebLogic Server 11g
- WEBrick – ein auf Ruby basierender Anwendungsserver
- WebSphere – Java EE konformer Anwendungsserver von IBM, integrierte früher Apache Geronimo in der Community Edition. Heute ist Open Liberty die Open-Source-Version der kommerziellen WebSphere-Liberty-Version.
- WebObjects – ein von NeXT in Objective-C entwickelter und später von Apple als Java-Anwendung weitergeführter Anwendungsserver.
- WildFly – ein vom Unternehmen JBoss vertriebener Open Source Java EE Anwendungsserver
- Wt (WebToolkit) – ein auf C++ basierendes Anwendungsserver Toolkit, das es erlaubt, in C++ komplette Ajax-Anwendungen (Fast-CGI oder Standalone) zu entwickeln.
- Windows Server

## X
- XSPD – eXtended Server Pages Daemon, Anwendungsserver auf Basis C für C++, C, Java und Shell-Skripte

## Z
- Zope – auf Python basierender Anwendungsserver

## JavaEE
Die Liste der zertifizierten Java EE Anwendungsserver lässt sich auf der Webseite von Oracle einsehen.